# Mengenartige Größe
Eine mengenartige Größe ist eine physikalische Größe, für die man angeben kann:
- eine Dichte (wie viel von der Größe ist in einem gegebenen Volumen enthalten?) und
- einen Strom (mit welcher Rate dringt die Größe durch eine Systemgrenze?).

Damit kann die mengenartige Größe veranschaulicht werden als eine Substanz im weitesten Sinne, die in einem System steckt und zwischen Systemen ausgetauscht werden kann.
Beispiele für mengenartige Größen sind Masse, Stoffmenge, elektrische Ladung, Energie usw. Wenn man auch vektorielle mengenartige Größen zulässt, gehört u. a. auch der Impuls dazu.
Im Rahmen des Karlsruher Physikkurses wird auch die Entropie zu den mengenartigen Größen gezählt, obwohl sie keine Erhaltungsgröße ist.

## Zusammenhang mit extensiven Größen
Mengenartige Größen sind extensiv, für die meisten von ihnen gilt ein Erhaltungssatz und eine Kontinuitätsgleichung.
Aber nicht alle extensiven Größen sind mengenartig. So ist das Volumen im engeren Sinne nicht mengenartig, obwohl es eine extensive Größe ist: es macht keinen Sinn, eine „Dichte“ für das Volumen anzugeben (diese wäre in jedem Fall 1).
Nimmt man das Volumen jedoch als Maß für ein Fluid, so kann auch das Volumen als mengenartig aufgefasst und eine Volumenstromstärke definiert werden (z. B. 3 Liter Wasser pro Sekunde), obwohl das Volumen an sich, ohne an Materie gebunden zu sein, nicht strömen kann.

## Zusammenhang mit spezifischen Größen
Teilt man eine mengenartige Größe durch eine Größe, die die Systemmenge quantifiziert, so kommt man zur zugehörigen intensiven Größe:
- eine Dichte bezieht die mengenartige Größe auf das Volumen
- eine spezifische Größe bezieht die mengenartige Größe auf die Masse
- eine molare Größe bezieht die mengenartige Größe auf die Stoffmenge des Systems.

## Mathematische Beschreibung
Wenn durch {\displaystyle X(t)} angegeben wird, wie viel der Menge vom Zeitpunkt {\displaystyle t_{0}=0} bis zum Zeitpunkt {\displaystyle t} durch eine orientierte Fläche gedrungen ist, so ist
{\displaystyle I_{X}(t)={\frac {\mathrm {d} X(t)}{\mathrm {d} t}}}
die Stromstärke der mengenartigen Größe {\displaystyle X}. (Falls {\displaystyle X} eine vektorielle Größe ist, so ist auch {\displaystyle I_{X}} ein Vektor).
Ein positives Vorzeichen von {\displaystyle I_{X}} bedeutet entweder, dass sich eine positive Menge in Richtung der Flächenorientierung bewegt oder eine negative Menge in entgegengesetzter Richtung. Ein bekanntes Beispiel ist die technische Stromrichtung: Dort bedeutet eine positive Stromstärke in Zählrichtung, dass sich unter Umständen negativ geladene Elektronen in die entgegengesetzte Richtung bewegen.